# Belägringen av Narva
Belägringen av Narva och erövrandet av staden genomfördes av en rysk armé med 45 000 man under generalfältmarskalk Georg Benedikt von Ogilvys ledning och varade mellan 16 juni och 10 augusti 1704. Fästningen Hermannsborg försvarades av en svensk garnison på 5113 man under general Henning Rudolf Horns kommando.

## Historik

### Bakgrund
För att påskynda intagandet av fästningen anlände efter erövringen av Dorpat (ryska: Jurjev) tsar Peter den store. Inför hans ankomst hade belägringsartilleri dragits fram till staden. Efter 9 dagars beskjutning hade ett enormt hål bildats i fästningens mur, och svenskarnas artilleri hade praktiskt taget kvästs (av 70 kanoner var det bara en som sköt). För att undvika onödig blodspillan föreslog Peter den store att garnisonen skulle lägga ner sina vapen. Horn svarade på detta meddelande genom ett fräckt brev, i vilket han påminde de belägrande om deras förra misslyckande vid Narva år 1700. Detta överlägsna svar lät tsar Peter läsa upp inför sin armé innan stormningen.

### Intagandet
Huvudstormningen av staden, i vilken Peter den store deltog, ägde rum den 10 augusti. Den varade endast 45 minuter, men kännetecknades av stor grymhet. Utan order om kapitulation gav sig inte svenskarna till fånga utan fortsatte att kämpa in i det sista. Det blev en av orsakerna till den skoningslösa slakt på fästningens försvarare som följde från de anfallandes sida. Tsar Peter ansåg att Horn var den skyldige till detta, eftersom denne inte i tid hade stoppat det meningslösa motståndet från sina soldater. Enligt en osäker legend blev Peter för att stoppa våldet tvungen att själv ingripa genom att sticka ihjäl en av sina soldater med sin värja. När han sedan visade upp sin nerblodade värja för stadens borgmästare ska tsaren ha förklarat: "Var inte rädd, detta blod är inte svenskt, utom ryskt. Jag skonade inte mina egna undersåtar i min önskan att rädda er."

### Följder
Under stormningen förlorade ryssarna över 10 000 soldater. Svenskarna hade under belägring och stormning förlorat nära 2 700 döda och omkring 2 000 fångar, bland de senare fanns general Horn och fem överstar. Åren 1701–1704 hade ryssarna rensat området kring floden Neva från svenskar, intagit Dorpat (dagens Tartu), Narva, Nöteborg (ry. Oresjek) och tagit tillbaka praktiskt taget alla områden som Ryssland hade förlorat under 1600-talet. Samtidigt började man besätta dessa områden. 1703 anlades fästningarna i Sankt Petersburg och Kronstadt, på varven vid Ladoga påbörjades skapandet av den ryska östersjöflottan.
Efter freden i Nystad 1721 blev Narva en del av det ryska imperiet. Till minnet av intagandet av Narva präglades i Ryssland en särskild medalj.